# Пратолонго (Бергамо)
Пратолонго је насеље у Италији у округу Бергамо, региону Ломбардија.
Према процени из 2011. у насељу је живело 517 становника. Насеље се налази на надморској висини од 305 м.